# ООО "НИИКЭУ"
ООО "НИИКЭУ" — частное российское опытно-конструкторское бюро, специализирующееся на проектировании электрических и гибридных систем для коммерческих автомобилей, общественного наземного транспорта и складской техники.
Компания получила известность как производитель российского пассажирского электротранспорта, в частности, как разработчик электробусов.
Штаб-квартира находится в Москве.

## История
Компания была создана в 2013 году. В 2009 году компанией НИИКЭУ совместно с ОИЦ Группа ГАЗ был создан грузовой электромобиль ГАЗель — первый в России коммерческий электромобиль с накопителями энергии на основе литий-ионных аккумуляторов. Пробег на одной зарядке первого коммерческого электромобиля составлял 100 км. Бу Андерссен, генеральный директор группы «ГАЗ», презентовал модель на ММАС-2009.
В 2010 году на базе троллейбуса СТ6217 для Новосибирска НИИКЭУ был создан российский троллейбус с длительным запасом автономного хода. Троллейбус, оборудованный аккумуляторами, в процессе движения накапливает энергию, получаемую от контактной сети, и за счет этой энергии способен передвигаться автономно без контакта с сетью на определенном расстоянии. Запас автономного хода СТ6217 при полной массе составлял 30 км.
В 2011 году инжиниринговая компания НИИКЭУ для нужд государственной корпорации Росатом на базе НЕФАЗ-5299 разработала первый российский электробус. Вместе с электробусом были также созданы Ford Transit и Газель на электротяге. С 2012 года электробус осуществляет перевозку пассажиров на территории «Новосибирского завода химконцентратов». В сентябре 2014 года пробег электробуса превысил 10 000 км.

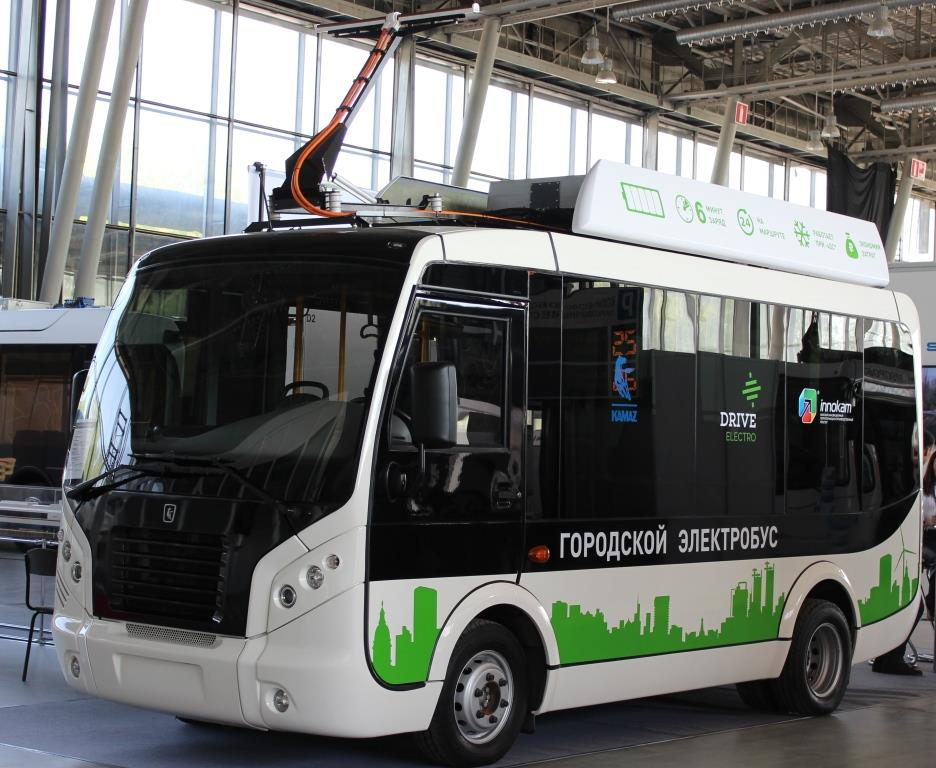
Электробус, разработанный НИИКЭУ

На IV Международном форуме по нанотехнологиям RUSNANOTECH 2011 президенту России Дмитрию Медведеву был представлен электробус большого класса «Тролза 52501», созданный на базе низкопольного троллейбуса «Мегаполис» при участии инжиниринговой компании НИИКЭУ. В октябре 2011 года электробус был презентован мэру Москвы Сергею Собянину.
В 2013 году компания разработала накопители Energy8 на литий-ионных аккумуляторах для складского транспорта.. Первоначальные инвестиции в проект составили 10 млн руб..
В 2014 году регионы России заказали электробусы и троллейбусы компании для нужд муниципалитетов. Тула стала первым российским городом, где на улицы вышла большая серия (13) троллейбусов длительным с автономным ходом (не менее 15 км). На троллейбусах установлены накопители на основе литий-титанатных аккумуляторов. Также в 2014 был разработан первый российский гибридный тягач. Совместно КАМАЗ, НИИКЭУ и ZF было создано 8 магистральных гибридных тягачей с подключаемым электроприводом передних колес, оснащенных накопителями на основе литий-титанатных аккумуляторов.
В мае 2015 года НИИКЭУ и КАМАЗ представили новые электробусы совместного производства, отличающиеся более высокой экономической рентабельностью и морозоустойчивостью. Повышения характеристик удалось добиться, в частности, за счет использования нового типа литий-ионного аккумулятора.
В сентябре 2017 года в двумесячную опытную эксплуатацию в Москве был передан разработанный совместно с компанией КАМАЗ обновлённый электробус KAMAЗ-6282, оснащённый литий-титанатными аккумуляторами, выдерживающими до 20000 циклов полного заряда/разряда, длительность полного заряда 6-20 минут и возможность заряда при температуре до -40 °C без подогрева. Электробус передан вместе со станцией быстрой подзарядки на остановке, что обеспечивает возможность круглосуточной эксплуатации.
По итогам успешной эксплуатации KAMAЗ-6282, в 2018 году между КАМАЗ и "Мосгортрансом" был заключен первый контракт на поставку электробусов для Москвы. Компания НИИКЭУ отвечала за производство тягового электропривода и аккумуляторных батарей. Всего, на конец 2020 года КАМАЗ и НИИКЭУ произвели и поставили в столицу 400 электробусов.
Осенью 2020 года по заказу сети «Магнит» компания НИИКЭУ разработала первый в России крупнотоннажный электрогрузовик MOSKVA. Снаряженная масса электрогрузовика составляет 10 тонн, максимальная грузоподъемность — 9 тонн, максимальная скорость — 110 км/ч, запас хода — 200 км. Ожидается, что тестовая эксплуатация электрогрузовика продлится 6-12 месяцев. В случае успешного испытания, «Магнит» примет решение о закупке партии электрогрузовиков, которая может составить до 200 машин.
В феврале 2021 года компания НИИКЭУ объявила о намерении начать строительство собственного завода в течение года. Производство будет сосредоточено на аккумуляторах для электротранспорта и электрогрузовиках. Производственный комплекс компании будет построен на площадке «Алабушево», которая входит в особую экономическую зону «Технополиса Москва». Компания получила статус резидента ОЭЗ Москвы в январе 2021 года. Планируемая мощность завода позволит выпускать до 1000 электрогрузовиков в год, а количество выпускаемых батарей для электробусов составит 700-1000 комплектов ежегодно.

## Управление
Генеральным директором компании является Ериго Дарья.